# Нежный бар
«Нежный бар» (англ. The Tender Bar) — художественный фильм 2021 года американского режиссёра Джорджа Клуни, экранизация книги Джона Мёрингера. Главные роли в нём сыграли Бен Аффлек и Тай Шеридан. Аффлек был номинирован за свою игру на несколько кинопремий, включая «Золотой глобус».

## Сюжет
Литературной основой фильма стал роман Джона Мёрингера «Нежный бар», впервые опубликованный в 2005 году. Его главный герой — молодой парень Джуниор Магуайр, который находит замену отцу в брате своей матери дяде Чарли, владельце бара «Диккенс». Благодаря дяде Магуайр становится любителем книг и начинает мечтать о писательстве. Он оканчивает университет и пишет свою первую книгу.

## В ролях
- Бен Аффлек — дядя Чарли
- Тай Шеридан — Дж. Р. Магуайр
  - Дэниел Раньери — Дж. Р. в детстве
  - Рон Ливингстон — Дж. Р. в зрелости
- Лили Рэйб — Дороти Мёрингер
- Кристофер Ллойд — дедушка Мёрингер
- Макс Мартини — Джонни, отец Джона
- Рензи Фелиз — Уэсли

## Создание и оценки
Картина была снята по заказу Amazon Studios. Производством занималась кинокомпания Джорджа Клуни Smokehouse Pictures, продюсерами стали Грант Хеслов и Тед Хоуп. Съёмки начались 22 февраля 2021 года. 17 декабря 2021 года состоялся ограниченный релиз «Нежного бара», 22 декабря он вышел в прокат, а 7 января 2022 года появился на Prime Video.
На сайте-агрегаторе отзывов Rotten Tomatoes «Нежный бар» получил рейтинг 51 % при средней оценке 5,6 из 10. Рецензенты с этого ресурса назвали плюсом картины «тёплый ностальгический оттенок», минусом — «сонную, сентиментальную атмосферу». На сайте Metacritic фильм получил 53 балла из 100, что указывает на «смешанные или средние» отзывы. А. О. Скотт из The New York Times написал в своей рецензии: «Это не тот фильм, который сразит вас наповал, но и головной боли и сухости во рту от него не останется. Это щедрая подача и мягкий гул».
Бен Аффлек был номинирован за роль дяди Чарли на ряд кинопремий, включая «Золотой глобус».